# ヨハン・ゴットロープ・テアエヌス・シュナイダー

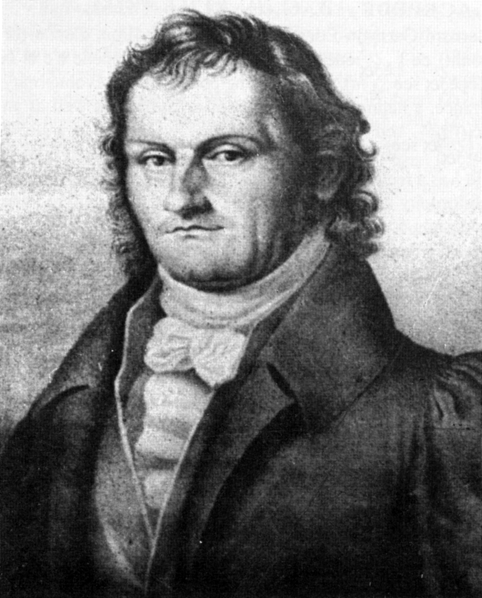
Johann Gottlob Theaenus Schneider

ヨハン・ゴットロープ・テアエヌス・シュナイダー（Johann Gottlob Theaenus Schneider, 1750年1月18日 - 1822年1月12日）は、ドイツの古典学者、博物学者である。

## 略歴
ザクセン公国（現ザクセン州）のCollmで生まれた。1774年にクリスティアン・ゴットロープ・ハイネの推薦で、シュトラースブルクの有名な学者、リシャール・フランソワ・ブルンク（Richard François Brunck）の秘書を務めた。1811年にブレスラウ大学の古典語と修辞法の教授、1816年から主任司書となった。
多くの著書をあらわしたが、最も重要なのは『ギリシャ-ドイツ語重要語小辞典』（"Kritisches griechisch-deutsches Handwörterbuch" :1797年—1798年）で、16世紀のフランスの学者ステファヌス（Henricus Stephanus）の"Thesaurus linguæ Latinæ"(1576–78)から独立した作品で後のフランツ・パッソー（Franz Passow）の"Opuscula academica"や多くのギリシャ語研究の基礎となった。科学や博物学の分野での言葉の定義に貢献し、多くの博物学者の文献や著書に興味を持った。
1801年に、当時、魚類に関する重要な目録であるマルクス・エリエゼル・ブロッホの『110の画像付分類魚類学』（"Systema ichthyologiae iconibus CX illustratum" ）の改訂版を出版し完成版を出版した。魚類だけでなく、古生物や亀などの爬虫類と両生類もシュナイダー自身で記載した。ヘリグロヒキガエル（Bufo melanostictus）やアメリカアマガエル（Hyla cinerea）を1799年に記載したことで知られる。

## 著書
- Handwörterbuch der griechischen Sprache. Vogel, Leipzig 1828.
- Griechisch-deutsches Wörterbuch. Hahn, Leipzig 1819.
- Kritisches griechisch-deutsches Wörterbuch. Frommann, Jena, Leipzig 1805/06.
- Eclogae physicae, ex scriptoribus praecipue Graecis excerptae. Frommann, Jena, Leipzig 1800.
- Historiae amphibiorum naturalis et literariae. Frommann, Jena 1799–1801. doi:10.5962/bhl.title.4270
- Kritisches griechisch-deutsches Handwörterbuch. Frommann, Jena, Züllichau 1797.
- Amphibiorum physiologiae specimen. Apitz, Frankfurt (Oder) 1790–97. doi:10.5962/bhl.title.48774
- Ad reliqua librorum Friderici II. et Alberti Magni capita commentarii ... Müller, Leipzig 1789.
- Zweyter Beytrag zur Naturgeschichte der Schildkröten. Müller, Leipzig 1789.
- Erster Beytrag zur Naturgeschichte der Schildkröten. Müller, Leipzig 1787.
- Vergleichung des Baues und der Physiologie der Fische. Leipzig 1787 doi:10.5962/bhl.title.6903
- Sammlung vermischter Abhandlungen zur Aufklärung der Zoologie und der Handlungsgeschichte. Unger, Berlin 1784. doi:10.5962/bhl.title.39836
- Allgemeine Naturgeschichte der Schildkröten. Müller, Leipzig 1783. doi:10.5962/bhl.title.5788
- Ichthyologiae veterum specimina. Winter, Frankfurt (Oder) 1780.
- Anmerkungen über den Anakreon. Crusius, Leipzig 1770.